# Graphiurus christyi
Graphiurus christyi és una espècie de mamífer rosegador esciüromorf de la família Gliridae. Es troba al Camerun i a la República Democràtica del Congo.

## Hàbitat
El seu hàbitat natural són els boscos de les terres baixes humides, subtropicals o tropicals. No se sap si es pot persistir en hàbitats secundaris o degradats.